# 圆智寺
圆智寺，位于山西省晋中市太谷区范村镇，是一座汉传佛教寺院，为中华人民共和国全国重点文物保护单位之一。

## 简介
圆智寺建于唐朝贞观年间，明朝、清朝多次重修，现存建筑多为明清时期所建。过殿千佛殿是无梁大殿。千佛殿内四面墙上绘满大小类似的佛像，形态各异。
1986年8月18日，定为山西省文物保护单位，2013年定为第七批全国重点文物保护单位，属于古建筑。
2014年农历三月初一，圆智寺发生火灾，烧毁了千佛殿及殿内的壁画。